# Wustrow (Wendland)

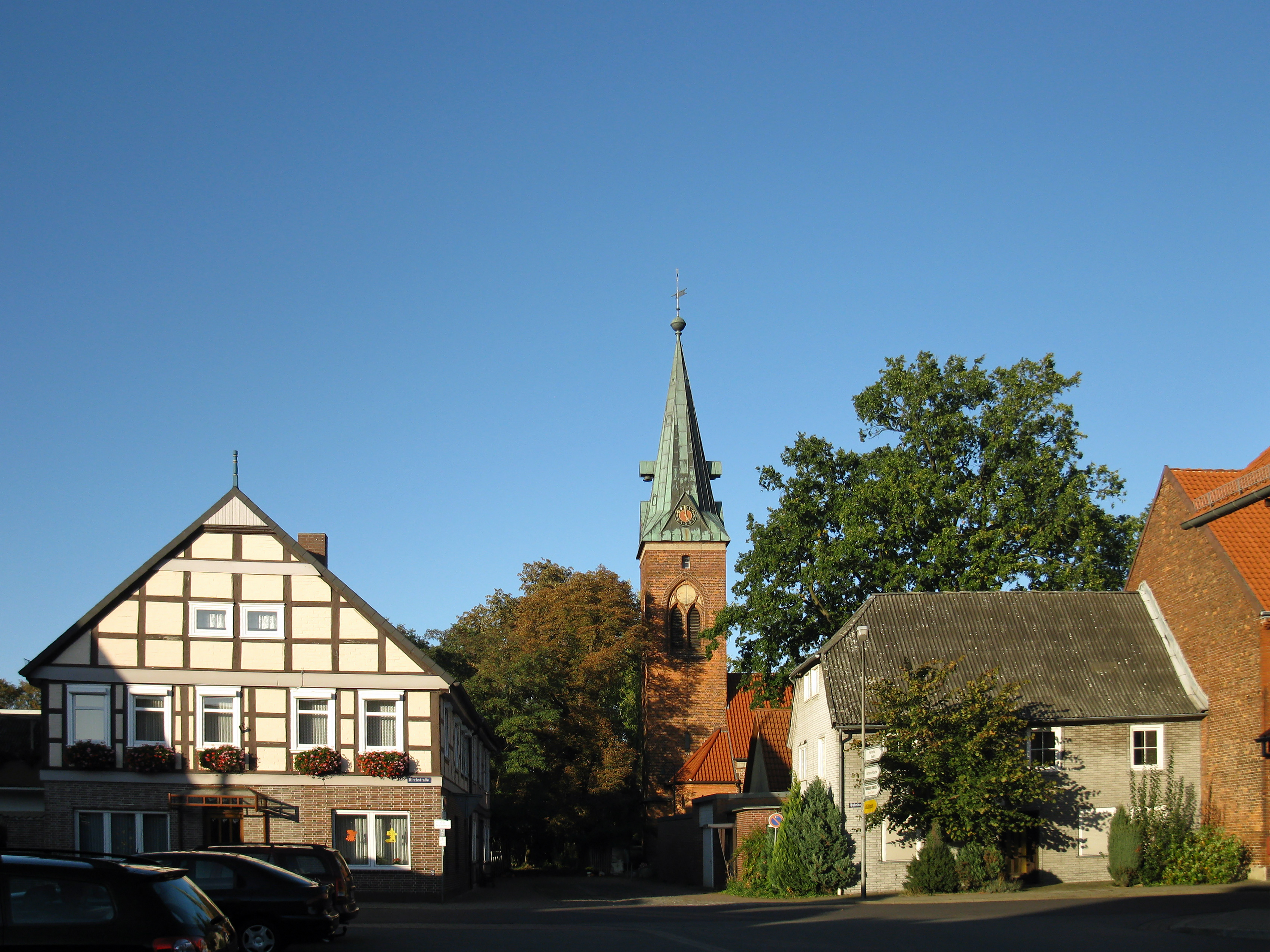
Wustrow

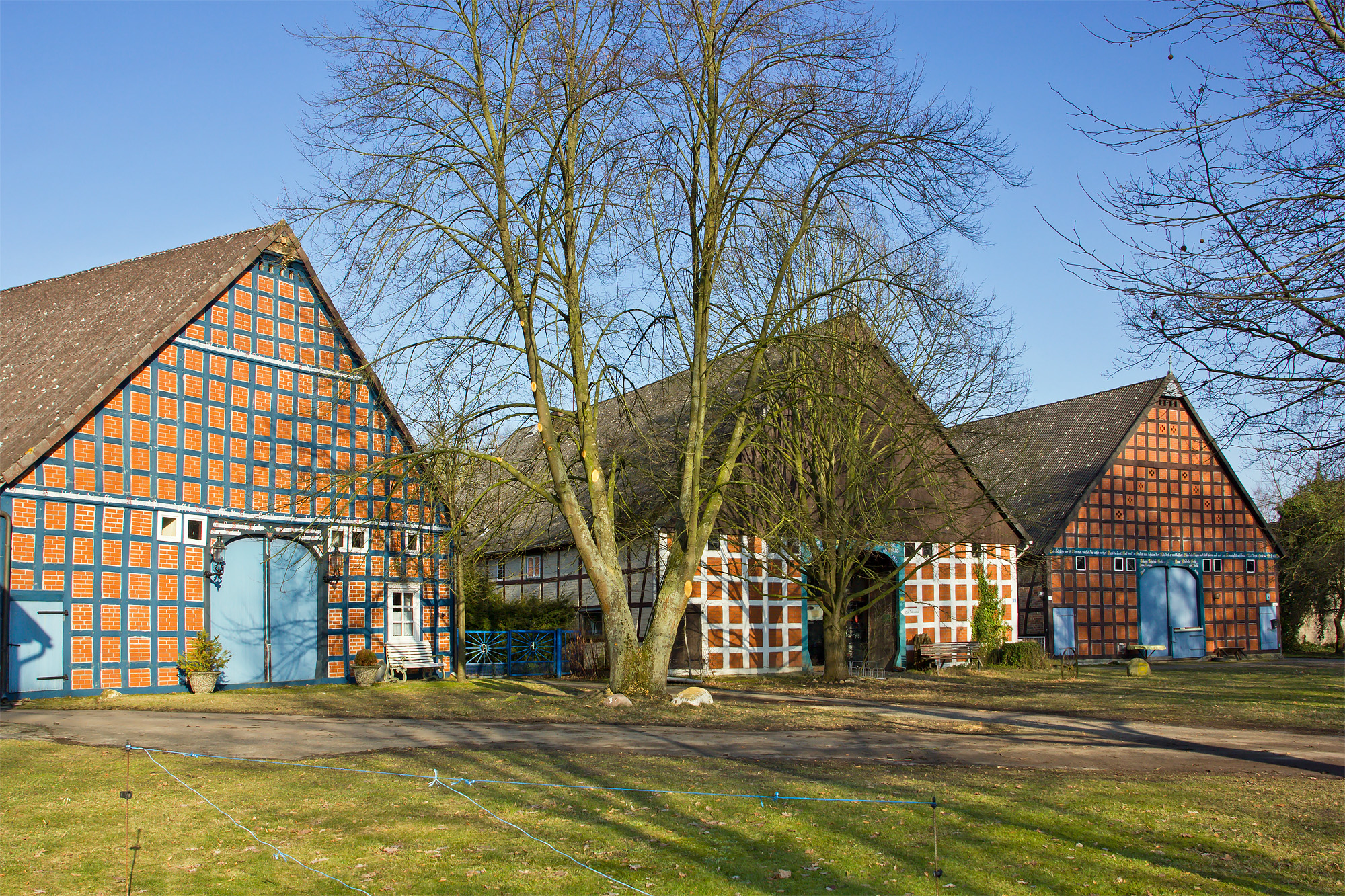
Fachwerkhäuser im Rundling Güstritz

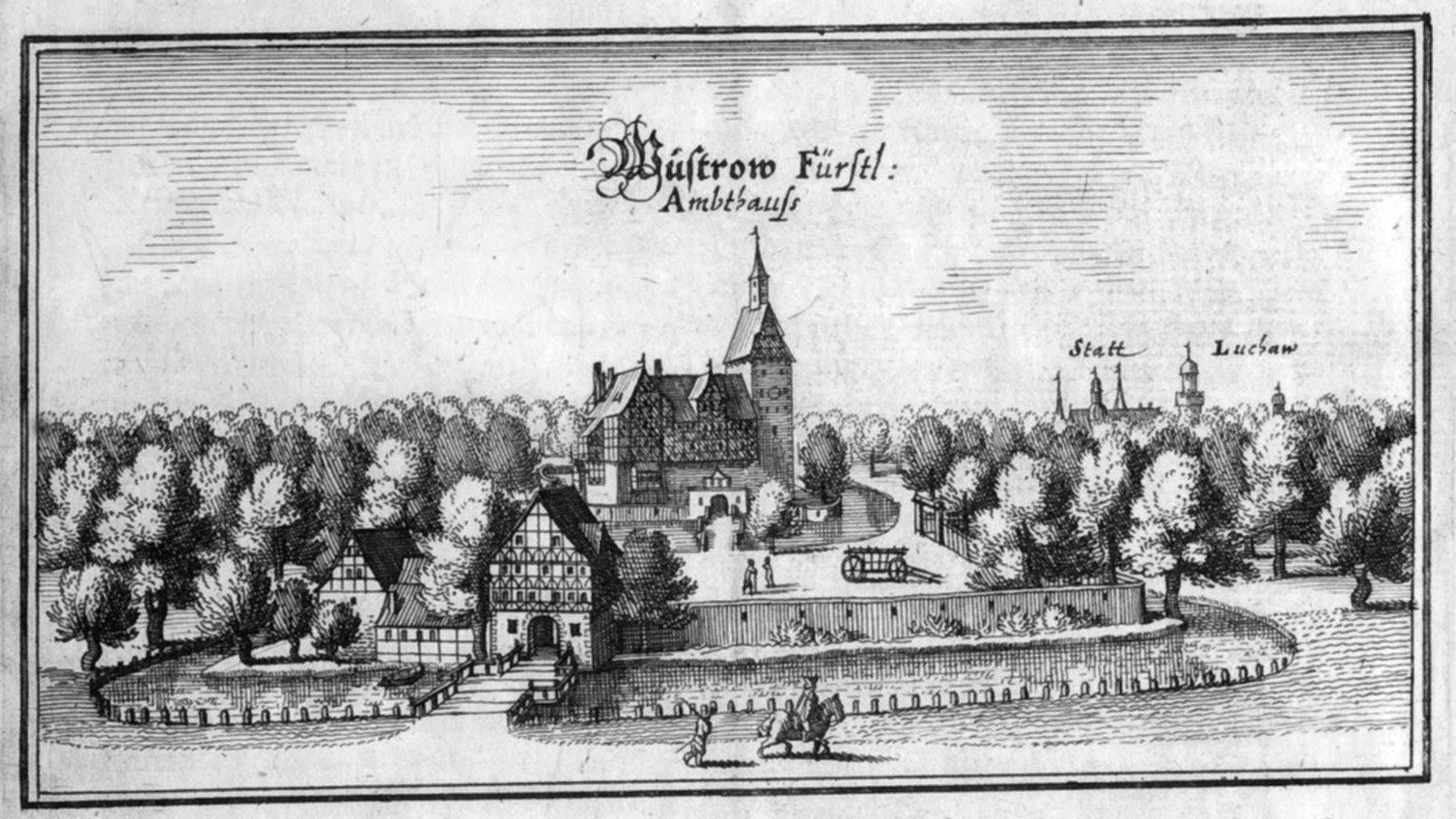
Merian-Stich um 1654

Wustrow (Wendland) (polabisch Wåstrüw) ist eine Landstadt im niedersächsischen Landkreis Lüchow-Dannenberg.

## Name
Der Name Wustrow stammt vom slawischen („wendischen“) Namen in polabischer Sprache Wåstrüw (vergleiche tschechisch ostrov, russisch остров ostrov), der „Insel“ bedeutet.

## Geographie

### Lage
Die kleine Stadt liegt im Süden des Landkreises Lüchow-Dannenberg jeweils etwa sechs bis acht Kilometer Luftlinie von Lüchow und Salzwedel entfernt.
Durch die vier Kilometer westlich der B 248 und nur wenige Kilometer nördlich von Sachsen-Anhalt gelegene Stadt fließt die Jeetzel. Im Norden des Stadtgebiets fließt die Wustrower Dumme in die Jeetzel.

### Nachbargemeinden
Die Stadt Wustrow (Wendland) grenzt im Westen an die Gemeinde Luckau (Wendland), im Norden an die Gemeinde Küsten und an die Kreisstadt Lüchow (Wendland), im Osten an die Gemeinde Lübbow und im Süden an die Kreisstadt Salzwedel im Altmarkkreis Salzwedel (Sachsen-Anhalt).

### Naturschutzgebiete
Auf dem Gebiet der Stadt liegen zwei Naturschutzgebiete:
- das 25 ha große Salzfloragebiet bei Schreyahn
- das 108 ha große Blütlinger Holz

### Stadtgliederung
Die Stadt Wustrow (Wendland) besteht aus folgenden Ortsteilen:
- Blütlingen
- Dolgow
- Ganse
- Güstritz
- Klennow
- Königshorst
- Lensian
- Neritz
- Schreyahn
- Teplingen
- Wustrow (Wendland)

## Geschichte
Von 1991 bis 2001 wurden nordwestlich von Güstritz Ausgrabungen auf einem slawischen Gräberfeld des 9. bis 11. Jahrhunderts durchgeführt, weil es durch gewerblichen Sandabbau gefährdet und durch diesen teilweise schon zerstört war. Insgesamt wurden in 186 Gräbern bzw. Grabresten 164 Skelette nachgewiesen. Die durchweg schlecht erhaltenen Skelette wurden durch die Anthropologin Bettina Jungklaus untersucht. Die meisten Bestatteten waren im Erwachsenenalter. Die Kindersterblichkeit war mit 13 % sehr gering. Kinder unter drei Jahren fehlten völlig. Vielleicht waren Kinder an anderer Stelle begraben worden. Eine Besonderheit des Gräberfeldes war, dass doppelt so viele Männer wie Frauen gefunden wurden. Ein hoher Männerüberschuss war oft typisch für Orte mit starker Zuwanderung. Das Gräberfeld stammt aus einer Epoche, die für die Slawen mit zahlreichen kriegerischen Auseinandersetzungen einherging. Besonders der Slawenaufstand von 983 wirkte sich auch auf das Wendland aus, das als Grenzregion vielleicht eine besondere Anziehung besaß. Zu bestimmten Zeiten mag dieses Gebiet westlich der Elbe einen gewissen Schutz geboten haben, da es mehr am Rande der politischen Ereignisse lag. Zumindest ein Mann, der auf dem Gräberfeld bestattet wurde, war aktiv in ein Kampfgeschehen verwickelt, denn ihm wurde durch einen Schwerthieb eine große Partie des linken Hinterkopfs abgeschlagen. Auch das durchschnittlich junge Sterbealter der Männer könnte auf einen frühen Kriegstod hindeuten. Zahnkaries konnte nur bei 16 % der Bestatteten nachgewiesen werden. Das deutet auf eher fleischreiche Kost hin. Degenerative Erkrankungen der Gelenke und Wirbel und Knochenbrüche kamen im Vergleich zu anderen Funden häufig vor.
Etwa 1217 gründete Tidericus (bzw. Thiedherd) von Wustrow die Burg Wustrow im Mündungsgebiet der Dumme in die Jeetzel,  um den Schiffsverkehr zwischen Salzwedel und der Elbe zu sichern.
Im Jahre 1377 wurde Wustrow erstmals in Urkunden als Stadt erwähnt. Bei einem Großfeuer am 17. September des Jahres 1691 wurden nur fünf Häuser, eine Scheune und der rechte Teil des Schlosses verschont.
In Wustrow zeichnete im 18. Jahrhundert Christian Hennig von Jessen erstmals einen Großteil der polabischen Sprache auf.
Im Jahr 1964 wurde die Samtgemeinde Wustrow gegründet. Diese bestand aus der Kernstadt Wustrow und den Dörfern bzw. Gemeinden Lübbow, Teplingen, Blütlingen, Güstritz, Klennow  (mit Neritz und Dolgow), Lensian (mit Schreyahn und Ganse), Nauden, Luckau und Jabel.
Mit der Gebietsreform im Jahre 1972 trat Wustrow (Wendland) der Samtgemeinde Lüchow, heute Samtgemeinde Lüchow (Wendland), bei und die Samtgemeinde Wustrow wurde aufgelöst.
Eingemeindungen
Am 1. Juli 1972 wurden die Gemeinden Blütlingen, Güstritz, Teplingen, Klennow und Lensian eingegliedert.

## Politik
Seit dem 1. November 2006 gehört Wustrow zur Samtgemeinde Lüchow (Wendland). Die Stadt gehört außerdem zum Landtagswahlkreis 48 Elbe und zum Bundestagswahlkreis 38 Lüchow-Dannenberg – Lüneburg.

### Stadtrat
Der Rat der Stadt Wustrow vertritt setzt sich aus 13 Mitgliedern zusammen. Die Ratsmitglieder werden durch eine Kommunalwahl für jeweils fünf Jahre gewählt.
Bei der Kommunalwahl 2021 ergab sich folgende Sitzverteilung:
| Stadtrat 2021Insgesamt 13 Sitze - Linke: 1 - SPD: 2 - Grüne: 1 - BLW: 3 - BsB: 3 - CDU: 3 |

Vorherige Sitzverteilungen:
| Wahljahr                                                                                      | BLW | CDU | SPD | BsB | Gesamt   |
| 2016                                                                                          | 4   | 4   | 3   | 2   | 13 Sitze |
| __________________________ BLW: Bunte Liste Wustrow; BsB: Bürgergemeinschaft statt Bürokratie |     |     |     |     |          |

## Kultur und Sehenswürdigkeiten
- Museum Wustrow mit wechselnden Ausstellungen und den Dauerausstellungen „Colonialwaren“, „DDR-Konsum“ sowie das NS-Archiv Wendland[9]
- Industrie-Geschichts-Pfad „Kali und Leinen“ (Industrialisierungsansätze im Raum Wustrow von 1874 bis 1928)
- Evangelische St. Laurentiuskirche im Zentrum der Stadt
- Im Ortsteil Schreyahn befindet sich der Künstlerhof Schreyahn, eine Stipendiatenstätte für Autoren und Komponisten
- In unmittelbarer Nähe des Marktplatzes in einer engen Kurve der Kirchstraße hat die mit praktischer Friedensarbeit und gewaltfreier Konfliktlösung befasste „Kurve Wustrow. Bildungs- und Begegnungsstätte für Gewaltfreie Aktion e. V.“ ihren Sitz[10]
- Yogahaus Ganesha im Ortsteil Königshorst: Seminar- und Tagungshaus mit verschiedenen Yogaangeboten
- Im Ortsteil Lensian: befindet sich der Kulturverein Schwarzer Hahn mit Kleinkunstbühne sowie Seminar- und Tagungshaus
- Deutsche Storchenstraße (Teplingen, Wustrow, Schreyahn)

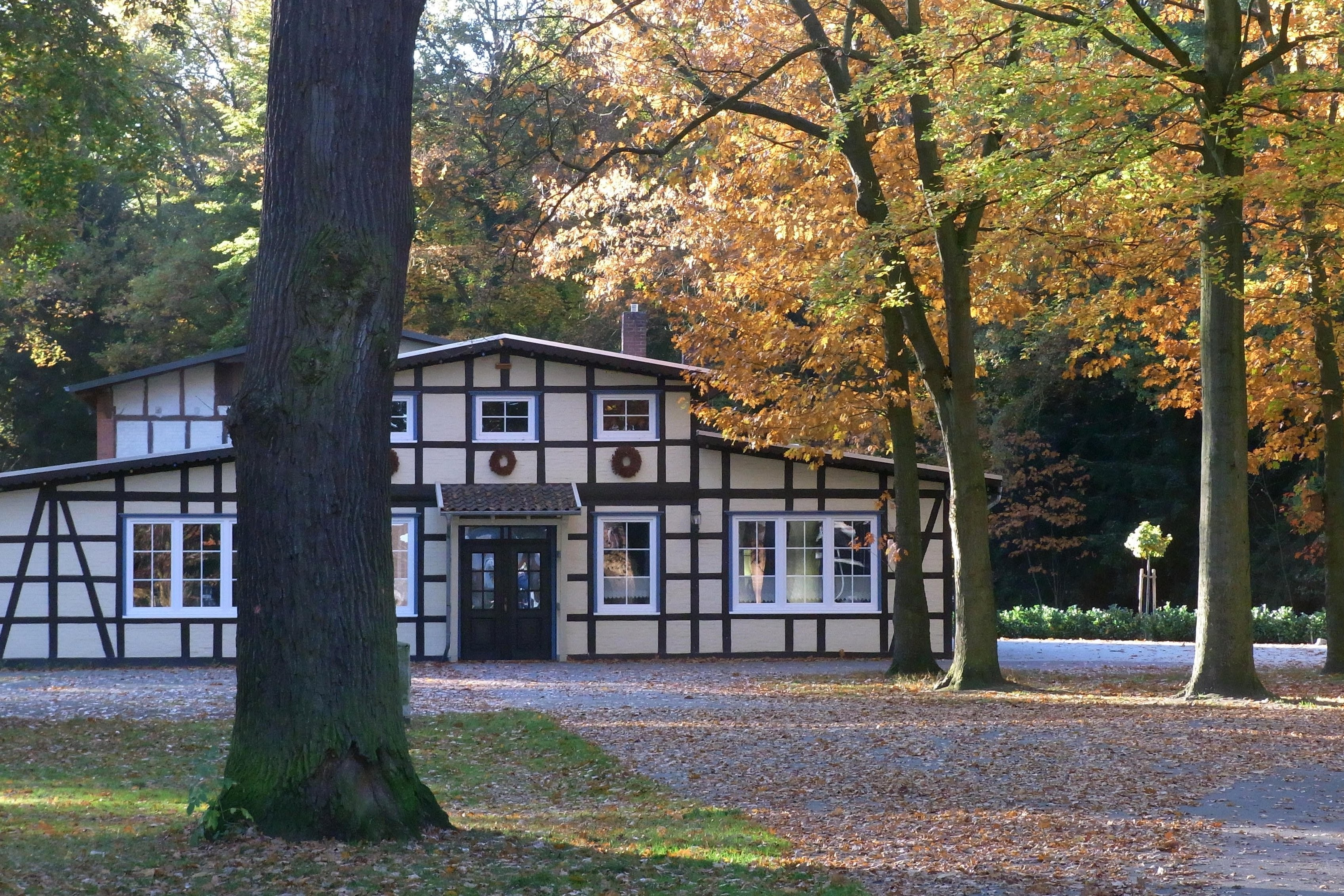
Fehlhaus in Wustrow (Wendland) nach Umbau und Wiedereröffnung

### Erntefest
Jährlich findet am ersten Juliwochenende das Erntefest statt. Hierbei werden die neuen Erntekönige sowie die Kindermajestäten ermittelt. Das Erntefest endet mit einem Umzug durch die Stadt.

## Vereine
Im Jahre 1891 wurde der Turnverein Wustrow gegründet und im Jahre 1921 die erste Damenabteilung eingerichtet. 1920 wurde der Sportverein gegründet. 1937 wurden die beiden Vereine zum Turn- und Sportverein Wustrow zusammengelegt.
Der 1946 gegründete „Reit- und Fahrverein Wendland“ hat seinen Vereinssitz in Wustrow. Im Wustrower Fehl befindet sich deren Reitplatz, auf dem jährlich das Reitturnier des Vereins stattfindet.
Der Tennisclub Wustrow wurde am 6. Februar 1986 gegründet. Er hat drei Tennisplätze im Ort.
In der Salzwedeler Straße befindet sich der „Fischerei- und Angelsportverein Wustrow“. Dieser wurde am 9. Februar 1930 gegründet und besitzt einen eigenen Vereinsteich.

## Persönlichkeiten
- Pastor Christian Hennig von Jessen, 1705: deutscher Pastor und Sprachforscher, der Quellen zum Wortschatz der im 18. Jahrhundert ausgestorbenen polabischen Sprache lieferte
- Hans Schulz (* 15. August 1940 im Ortsteil Schreyahn), Mediziner, Dermatologe
- Axel Kahrs (* 6. März 1950 in Wustrow), Schriftsteller

Ehrenbürger
- Otto Telschow (1876–1945) (Politiker (NSDAP)), seit 23. August 1933 – Aberkennung am 1. Juli 2008[11]